# امامزاده ابراهیم خلیل صوفیان
 امامزاده ابراهیم خلیل صوفیان مزار باله خلیل عارف نامی «متوفی ۴۵۷» قرن پنجم هجری یکی از چهار ناظر بازسازی  شهر تبریز و پایه‌گذار مسجد جامع تبریز بعد از زلزله سال ۴۳۵ هجری است وی از متقدمان مشایخ آذربایجان می‌باشد مزار این عارف نامی به عنوان «امامزاده ابراهیم خلیل» در ورودیه قبرستان تاریخی شهر صوفیان واقع شده‌است.
در ایام محرم و سوگواری‌ها مراسم عزاداری در حسینیه این بقعه برگزار می‌شود و مردم نذورات خود را به ضریح می‌اندازند و روزهای پنجشنبه و جمعه مراجعه به حرم وی بیشتر می‌شود.